# بوشابل (قرية)
بوشابل قرية مغربية شمال المملكة، تنتمي إلى إقليم تاونات الساحلي، شمالي مدينة فاس، تضم بلدة بوشابل 16.652 نسمة (إحصاء 2004).
يضم إقليم تاونات 49 جماعة، منها بوشابل التي تأسست بعد الاستقلال مباشرة وبالضبط سنة 1961م، وهي تنتمي إلى قيادة اشراكة التابعة لدائرة قرية با محمد البعيدة عنها بحوالي 21 كلم، وعن كل من عمالة تاونات ومدينة فاس بما قدره 64 كلم.
يناهز عدد سكان الجماعة حاليا 16652 نسمة حسب إحصاء 2004 منتشرين على مساحة قدرها 270 كلم2 يشتغلون بفلاحة معاشية متواضعة بالإضافة إلى تربية بعض أنواع المواشي.

## التعليم
وتضم الجماعة حاليا خمس مجموعات مدرسية بحوالي 15 فرعية منها:
- مجموعة مدارس بوشابل، التي تم إنشاؤها سنة 1965 نتيجة تقسيم إداري عن مجموعة مدارس مولاي بوشتى، ومنذ ذلك التاريخ وإلى غاية 1967وهي تحمل هذا الاسم إلا أن إدارتها أغلقت نتيجة ضعف التمدرس لتبقى مجرد وحدة مدرسية تابعة لمجموعة مدارس الولجة.

ومع بداية الموسم الدراسي 80-81 عادت لتصبح مجموعة مدرسية مستقلة تضم خمس وحدات مدرسية، وصلت فيما بعد إلى تسع وحدات مما جعلها تخضع موسم 97-98 لانقسام انفصلت بفعله عنها أربع وحدات مدرسية أخذت كمركز لها فرعية أولاد الحاج محمد، ثم انفصلت عنها فرعيات أخرى لتشكل فيما بعد م/ م فج النادر.
أما حاليا فإن م/ م بوشابل – بالإضافة إلى المركزية-تتبع لها ثلاث وحدات هي المرانزة والحنانشة واولاد البدوي.